# (14789) GAISH
(14789) GAISH es un asteroide perteneciente al cinturón de asteroides, descubierto el 8 de octubre de 1969 por la astrónoma soviética Liudmila Chernyj desde el Observatorio Astrofísico de Crimea (República de Crimea, Rusia).

## Designación y nombre
Designado provisionalmente como 1969 TY1. Fue nombrado en homenaje al Instituto Astronómico Sternberg de la Universidad Estatal de Moscú (en ruso Государственный астрономический институт им. П. К. Штернберга, acrónimo ГАИШ : "GAISh").